# Özgür Özel
Özgür Özel, né le 21 septembre 1974 à Manisa, est un pharmacien et homme politique turc.
Il est député de Manisa depuis 2011 et vice-président du groupe parlementaire du Parti républicain du peuple (CHP) à la Grande Assemblée nationale de 2015 à juin 2023, lorsqu'il en devient le président.
En novembre 2023, il est élu président général du CHP, succédant à Kemal Kılıçdaroğlu.

## Biographie

### Éducation
Özgür Özel naît le 21 septembre 1974 à Manisa, en Turquie. Il est le fils de Talat et Şükran Özel.
Il suit une scolarité à l'école primaire Gazi de Manisa. Il poursuit ses études secondaires et lycéennes au lycée Bornova Anadolu à Izmir, puis termine sa dernière année au lycée Manisa.
Özel étudie à l'université et obtient un diplôme de la faculté de pharmacie de l'université d'Izmir en 1997.

### Carrière professionnelle
Après avoir obtenu son diplôme universitaire, Özgür Özel exerce en tant que pharmacien indépendant jusqu'à son élection en 2011 en tant que député. À partir de 2007, il occupe plusieurs postes au sein de l'Association turque des pharmaciens (TEB), dont celui de membre du conseil d'administration, de trésorier et de secrétaire général pendant deux mandats. Au cours de sa carrière, il présente et anime des communications orales et écrites lors de 163 congrès et conférences, ainsi que des sessions et des panels. Il est également membre de la Fédération internationale de pharmacie.

### Parcours politique
Özgür Özel se présente avec l'investiture du Parti républicain du peuple (CHP) aux élections municipales de 2009 à Manisa, mais n'est pas élu.
Il est élu député de Manisa lors des élections législatives de 2011 et devient membre du CHP. Il est réélu en 2015, 2018 et 2023.
Aux élections municipales de 2014, il est de nouveau choisi comme candidat du CHP pour le poste de maire de la métropole de Manisa.
Il est également membre de la société de pensée kémaliste Atatürkçü Düşünce Derneği.
Après l'échec du CHP aux élections législatives de 2023 puis de Kemal Kılıçdaroğlu au second tour de l'élection présidentielle, il se porte candidat à la présidence générale du parti. Le 5 novembre 2023, lors du 38e congrès du CHP, il l'emporte au second tour de scrutin avec 812 voix face aux 536 voix de Kılıçdaroğlu,. Près de 5 mois après son élection au poste de président du CHP face à Kılıçdaroğlu, son parti remporte la majorité des villes turques, à l’issue des élections municipales de 2024.
En juin 2025, il reçoit l’approbation initiale de la vente de l’Eurofighter (Bloqué par l’Allemagne depuis l’incarcération d’Ekrem Imamoglu) avec le ministre allemand Boris Pistorius avec qui il a des bonnes relations.